# Silver (пісня)
«Silver» — це пісня британського пост-панк-гурту, Echo & the Bunnymen, з студійного альбому, Ocean Rain, яка була випущена в квітні 1984, року, вона досягнула 30-го місця в UK Singles Chart, і 14-го місця, в Irish Singles Chart, в Велико Британії мала успіх протримавшись 5 тижнів в бритианських музичних чартах.